# اپ‌اشتاین
شهر اپ‌اشتاین در ایالت هسن در کشور آلمان واقع شده است.